# Ram Kinker Baij
Ram Kinker Baij (en bengalí: রামকিন্কর বেজ) (Bankura, 25 de mayo de 1906-Calcuta, 2 de agosto de 1980) fue un escultor indio conocido como el pionero de la escultura moderna india. Fue uno de los primeros artistas indios en entender el lenguaje del arte moderno occidental y en utilizarlo en sus esculturas. Es considerado como el padre del modernismo en el arte de la India.

## Datos biográficos
Primeros años
Baij nació en una familia de economía modesta en el distrito de Bankura del estado moderno de Bengala Occidental en India.
Durante su adolescencia solía pintar retratos de luchadores por la libertad indios que participaban en el Movimiento de No-Cooperación contra el gobierno británico en la India. A los 16 años logra ser reconocido por el prestigioso periodista Ramananda Chatterjee. Cuatro años más tarde ingresó en la universidad Rabindranath Tagore de Santiniketan como estudiante de Bellas Artes. Después de obtener un diploma de la universidad, pasó a dirigir el departamento de escultura. El eminente pintor Jahar Dasgupta y el escultor Sankho Chaudhuri fueron dos de sus alumnos.

## Obras
Ramkinkar Baij no era introvertido ni antisocial, respondió al natural entusiasmo por la vida, y tomó un gran interés por la figura humana, el lenguaje corporal , y el drama humano en general. El arte moderno occidental y el arte indio pre y post clásico eran sus principales puntos de referencia. Utilizó principalmente materiales locales, y trabajó combinando las habilidades de un modelador y un tallador. Sus pinturas también integraron las dimensiones expresionistas como sus esculturas, que están llenas de vigor y vitalidad.
Algunas de sus esculturas se conservan y exponen en lugares como Kala Bhavan, Santiniketan , Colección Late Rani Chanda y Academia de Bellas Artes , Calcuta , Colección HK Kejriwal y Karnataka Chitrakala Parishat , Bangalore, Lalit Kala Akademi , Nueva Delhi , Galería Nacional de Arte Moderno  , Nueva Delhi, Banco de la Reserva de la India , Nueva Delhi, Jane y Kito de Boer, Dubái, y la Galería de Arte Delhi en Nueva Delhi.

## Legado
Un busto de bronce realizado por el escultor KS Radhakrishnan, alumno de Ramkinkar en Santiniketan, se encuentra en la entrada del Museo de Arte Moderno en Bhopal, India.
Hay un libro llamado "Dekhi Nai Fire" (es decir, No he mirado atrás..., de Ananda Publication ) basado en la vida y el trabajo Baij, escrito por Samaresh Basu,  destacado representante de la literaria contemporánea, tras diez años de extensa investigación. Una famosarevista bengalí, "Desh" sirvió de soporte para publicar artículos escritos por Basu. Basu murió antes de completar la serie. Este libro es una recopilación de todos los artículos sobre la vida de Baij.
Ritwik Ghatak hizo un documental sobre Baij llamado 'Ramkinkar' (1975). Un editor de Calcuta, Monfakira tiene un libro en inglés sobre el escultor Ramkinkar, «autorretrato», traducido del bengalí por Sudipto Chakraborty de Ranchi.  Este libro es muy útil para la difusión de la figura del escultor en el entorno de habla inglesa.